# Bruno Boero
Bruno Boero (Torino, 16 marzo 1940) è un allenatore di pallacanestro italiano.

## Carriera
Si forma come allenatore e giocatore nella Don Bosco Crocetta Torino e nell'allora neonata Auxilium Torino. Nel 1970 lavora nel settore giovanile della Pallacanestro Varese. Successivamente allena la prima squadra dell'Olimpo Alba, per poi esordire in Serie A1 con la Pallacanestro Milano nella stagione 1979-1980. Successivamente guiderà Firenze, Padova, Roseto, Livorno, Trapani (dove sarà premiato come miglior allenatore della serie B nel 1986), Asti e Alba.
Nel 1990 diventa responsabile tecnico del settore giovanile della Pallacanestro Treviso, dove per quattro anni consecutivi è finalista dei campionati nazionali italiani allievi, cadetti e juniores, vincendone due edizioni.
Dal 1995 al 1997 ritorna all'Auxilium Torino, sempre come responsabile del settore giovanile, e con lo stesso incarico lavora dal 1998 al 2000 alla Snai Montecatini. Nel 2001 passa a Castrocaro/Faenza come capo allenatore, curando anche il settore giovanile sino alla stagione 2006-2007. Nel 2008 si trasferisce alla Pallacanestro Budrio. Dal 2011 è responsabile tecnico del settore giovanile dell'Olimpo Basket Alba.
Nel 2015 allena il settore giovanile dell'Universal Basket Modena.
Nel 2016 settore giovanile Basket Russi (Ravenna).
Nel 2017 settore giovanile Malatesta Rimini.
Nel 2018 settore giovanile Basket Project Faenza.
2019-2021 Pallacanestro Orasì Ravenna : Senior Coach del settore giovanile.
2022 Basket Project Faenza come assistente allenatore del settore giovanile
2023 Tre Colli Brisighella settore giovanile.